# Commerce (métro de Paris)
Pour les articles homonymes, voir Commerce (homonymie).
Pour la station de la ligne 10 autrefois nommée Commerce, voir Avenue Émile-Zola (métro de Paris).
Commerce est une station de la ligne 8 du métro de Paris, située dans le 15e arrondissement de Paris.

## Situation
La station est établie au sud du quartier de Grenelle, sous l'étroite rue du Commerce à l'est de la place éponyme qu'elle tangente. Approximativement orientée selon un axe nord-est/sud-ouest, elle s'intercale entre les stations Félix Faure et La Motte-Picquet - Grenelle.

## Histoire
La station est ouverte le 27 juillet 1937 avec la mise en service du quatrième prolongement de la ligne 8, depuis La Motte-Picquet - Grenelle jusqu'à son terminus actuel de Balard au sud-ouest. Cette extension se substitue à l'ancien tronçon occidental de la ligne qui avait pour terminus Porte d'Auteuil, rétrocédé à la ligne 10 à la suite du remaniement des lignes 8, 10 et de l'ancienne ligne 14 (cette dernière constituant depuis 1976 une partie de l'actuelle ligne 13).
Elle doit sa dénomination à son implantation sous la rue du Commerce, à proximité de la place éponyme ; cette rue constituait la principale artère commerçante du village de Grenelle et demeure aujourd'hui une des plus importantes rues commerçantes du quartier de Grenelle. Antérieurement, cette voie a également donné son nom à l'actuelle station Avenue Émile-Zola de la ligne 10, qui fut rebaptisée le 1er mars 1937 afin d'éviter toute confusion avec la nouvelle station de la ligne 8.
La station est ainsi la quatrième d'une série de cinq sur le réseau à hériter de l'appellation d'une station plus ancienne : Vaugirard (ligne 12) était initialement le nom de Saint-Placide (ligne 4) jusqu'en 1913 et Alma - Marceau (ligne 9) avait intégré en 1923 le toponyme inaugural de l'actuelle station George V (ligne 1), tandis que Saint-Mandé (ligne 1) avait remplacé en 1934 l'actuelle station Picpus (ligne 6). Suivra ensuite la station Charenton - Écoles (ligne 8) en 1942, incorporant à son nouveau nom la dénomination originelle de l'actuelle station Dugommier (ligne 6).
Les quais sont rénovés une première fois après 1969 par l'adoption du style décoratif « Mouton-Duvernet » avec des carreaux plats à deux tons d'orangé, tranchant radicalement avec le blanc dominant de l'origine du métro,, ainsi que des bandeaux lumineux orange caractéristiques de ce type d'aménagement, lequel sera par la suite complété de sièges de style « Motte » également de couleur orange. Cette modernisation entraîne la disparition des faïences biseautées d'origine dans le style d'entre-deux-guerres de l'ex-CMP, décoration caractérisée par des cadres publicitaires de couleur miel à motifs végétaux et le nom de la station incorporé dans la céramique des piédroits.
Dans le cadre du programme « Renouveau du métro » de la RATP, les quais sont modernisés une seconde fois le 7 avril 2008. La décoration colorée dans le style « Mouton » disparaît alors au profit d'un retour au traditionnel carrelage blanc biseauté, sans restaurer toutefois le style décoratif d'origine typique de la période d'entre-deux-guerres dans le métro de Paris.

### Fréquentation
Selon les estimations de la RATP, la station a vu entrer 2 864 592 voyageurs en 2019, ce qui la place à la 184e position des stations de métro pour sa fréquentation sur 302,. En 2020, avec la crise du Covid-19, son trafic annuel tombe à 1 616 379 voyageurs, la classant alors au 159e rang, avant de remonte progressivement en 2021 avec 2 212 666 entrants comptabilisés, ce qui la place à la 157e position des stations du réseau pour sa fréquentation cette année-là.

## Services aux voyageurs

### Accès
La station dispose de deux accès attenants au square Yvette-Chauviré, disposés de part et d'autre de ce dernier à l'intersection avec la rue du Commerce, et agrémentés pour chacun d'une balustrade et d'un candélabre en fer forgé dans le style Dervaux des années 1930 :
- l'accès no 1 « Rue du Commerce », constitué d'un escalier fixe, débouchant au droit du no 80 de la rue précitée à l'angle nord-est de la place du Commerce ;
- l'accès no 2 « Rue des Entrepreneurs », constitué d'un escalier fixe doublé d'un escalier mécanique montant, se trouvant à l'angle sud-est de la place face au no 16.

Accès à la station
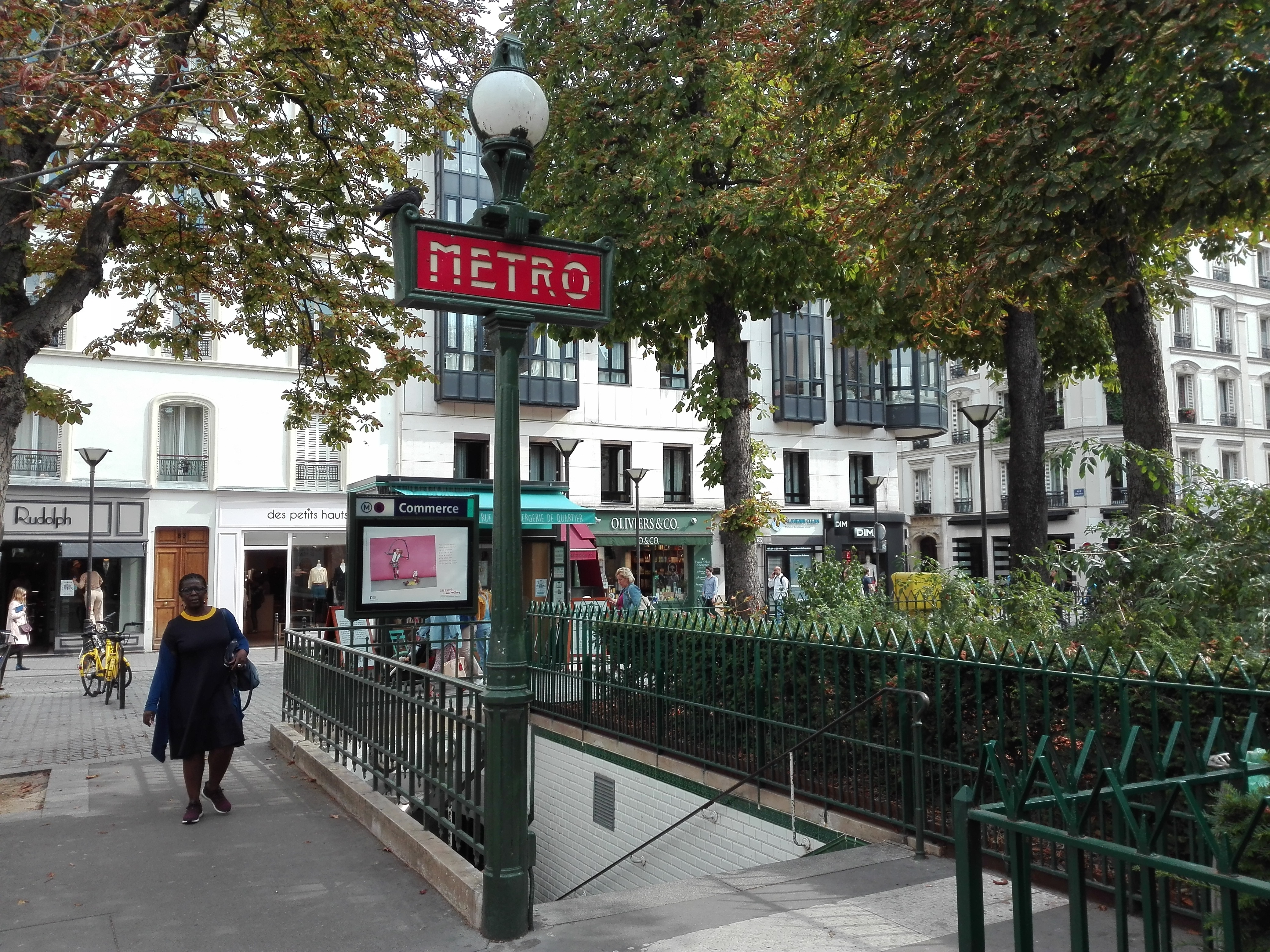
L'accès no 1, « Rue du Commerce ».
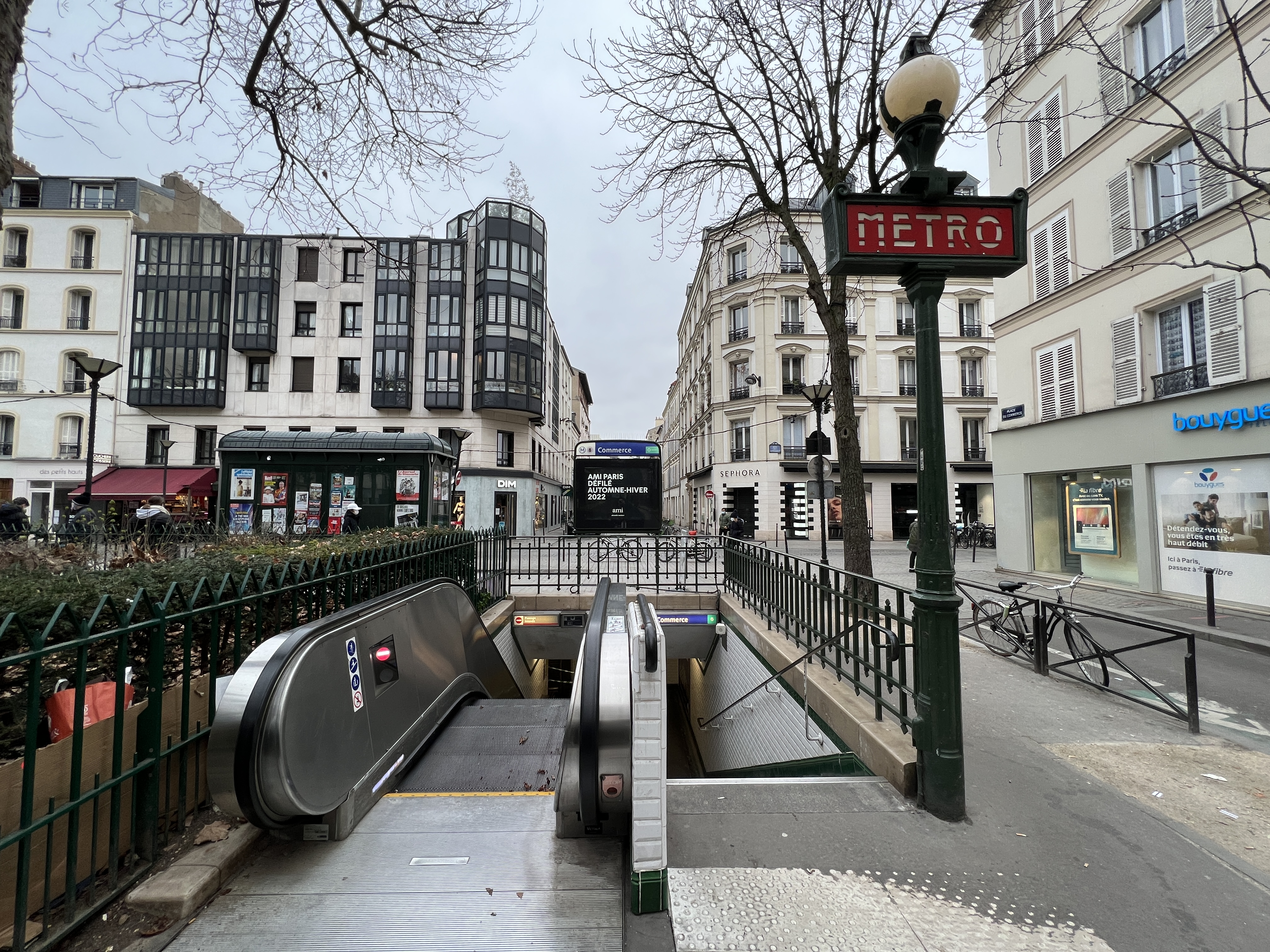
L'accès no 2, « Rue des Entrepreneurs ».
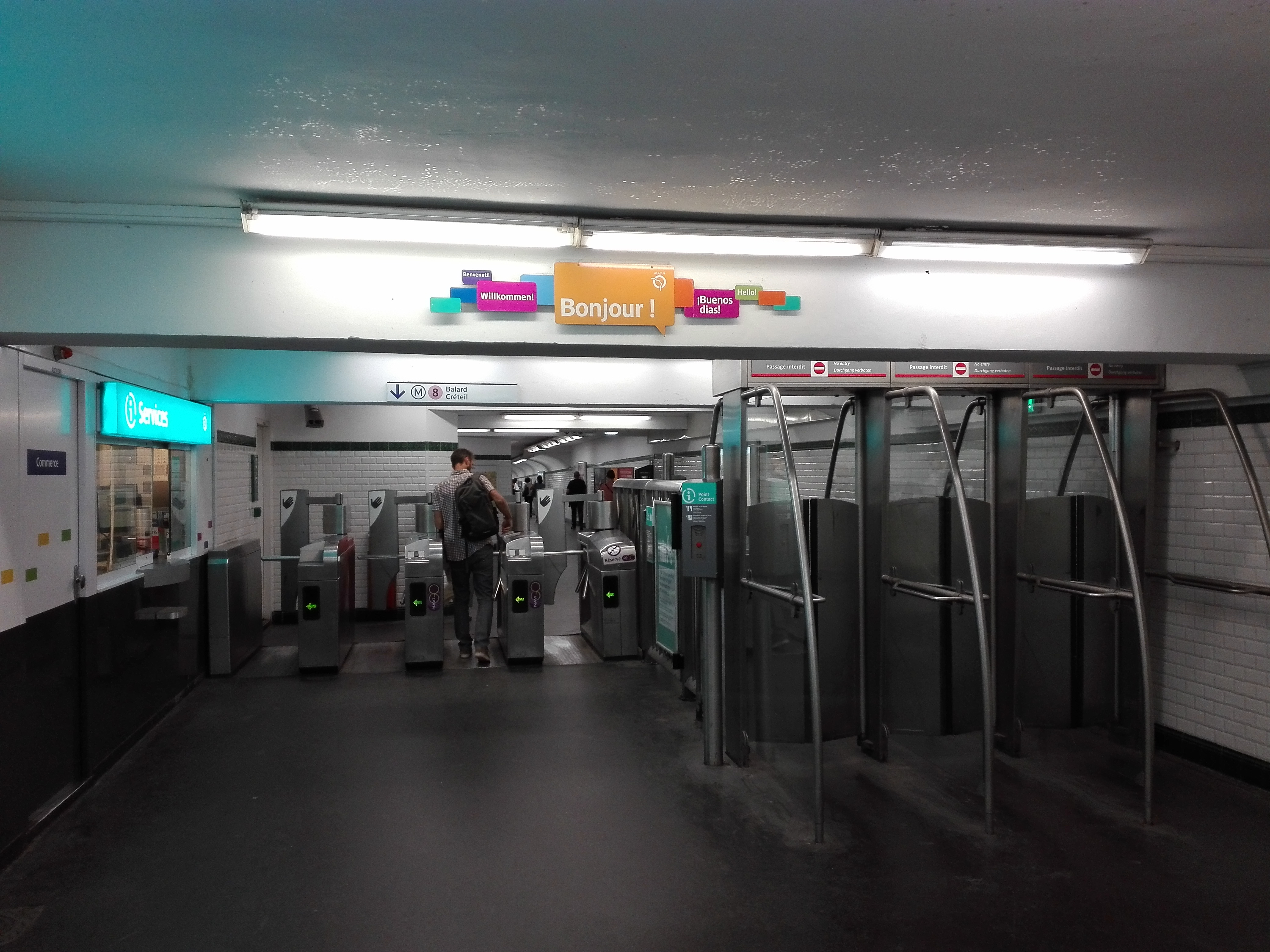
Le hall d'accueil de la station.

### Quais
Commerce est une station de configuration particulière : elle comporte deux quais, d'une longueur de 105 mètres, décalés l'un par rapport à l'autre et séparés dans deux demi-stations quasi identiques, la rue du Commerce étant insuffisamment large pour accueillir le dispositif classique sur le réseau (c'est-à-dire deux voies centrales à quais latéraux). Le quai en direction de Balard se situe au sud, tandis que celui en direction de Pointe du Lac se situe au nord. Dans chaque sens de circulation, les rames de métro marquent l'arrêt dans la seconde demi-station franchie. La station Liège sur la ligne 13 est la seule autre dans la capitale construite sur ce modèle atypique pour les mêmes raisons que Commerce, à ceci près que les trains s'y arrêtent dans la première demi-station atteinte. Chacune d'elles possède une voûte elliptique et est ainsi constituée d'un unique quai latéral desservi par une seule voie du métro, l'autre voie s'intercalant entre la première et le piédroit opposé au quai. Moyennant un léger désaxement des voies entre les deux points d'arrêt, cette disposition permet une insertion sous une voirie relativement étroite grâce à la moindre largeur de chaque demi-station.
La décoration est du style utilisé pour la majorité des stations du métro : les bandeaux d'éclairage sont blancs et arrondis dans le style « Gaudin » du renouveau du métro des années 2000, et les carreaux en céramique blancs biseautés recouvrent les piédroits (sauf sous le niveau du quai sur le piédroit opposé, simplement peint en gris anthracite), la voûte ainsi que les tympans. Les cadres publicitaires sont en céramique blanche et le nom de la station est inscrit en police de caractères Parisine sur des plaques émaillées. Les sièges sont de style « Akiko » de couleur verte.

Quais de la station
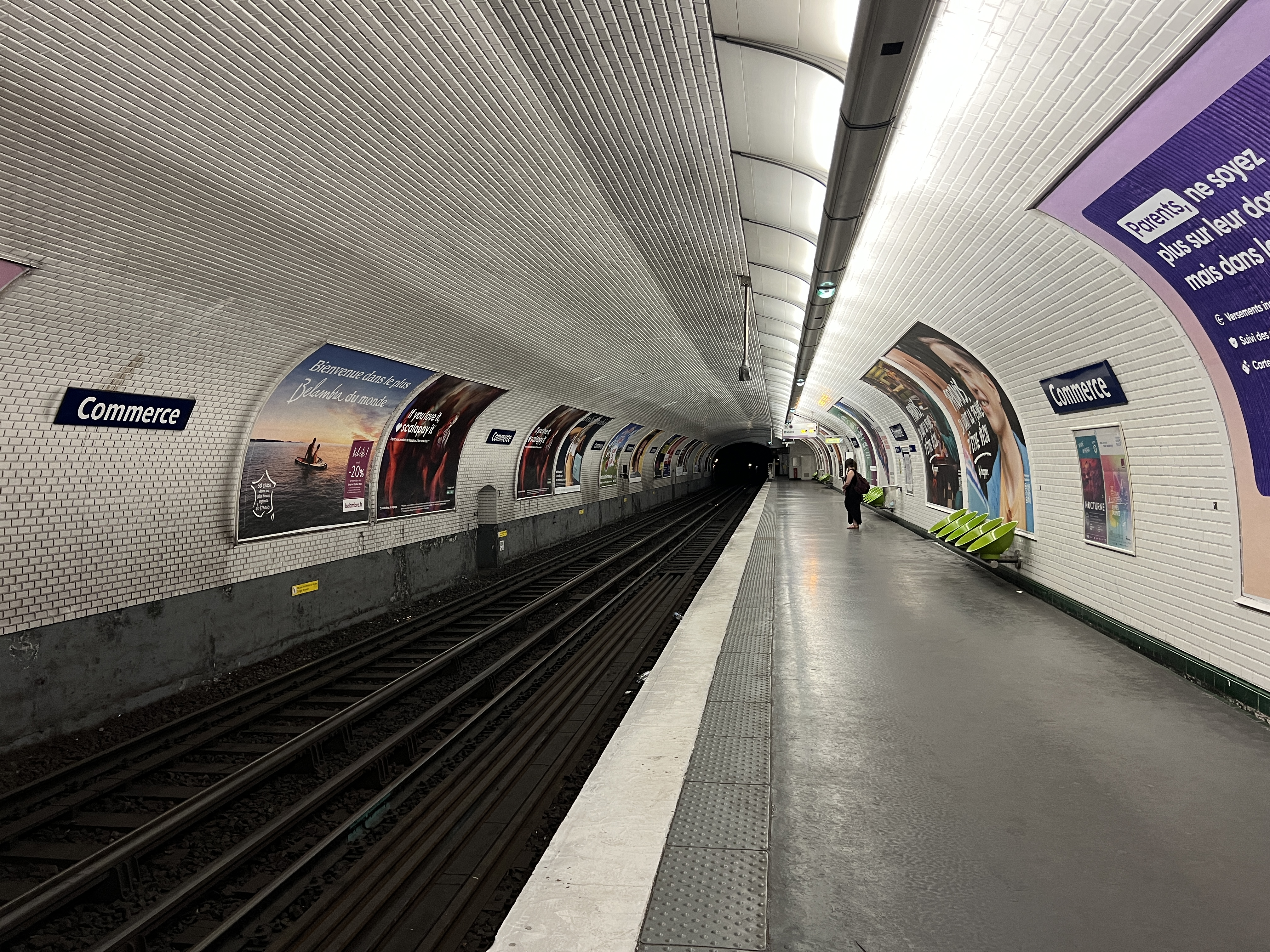
La demi-station sud, desservie en direction de Balard.
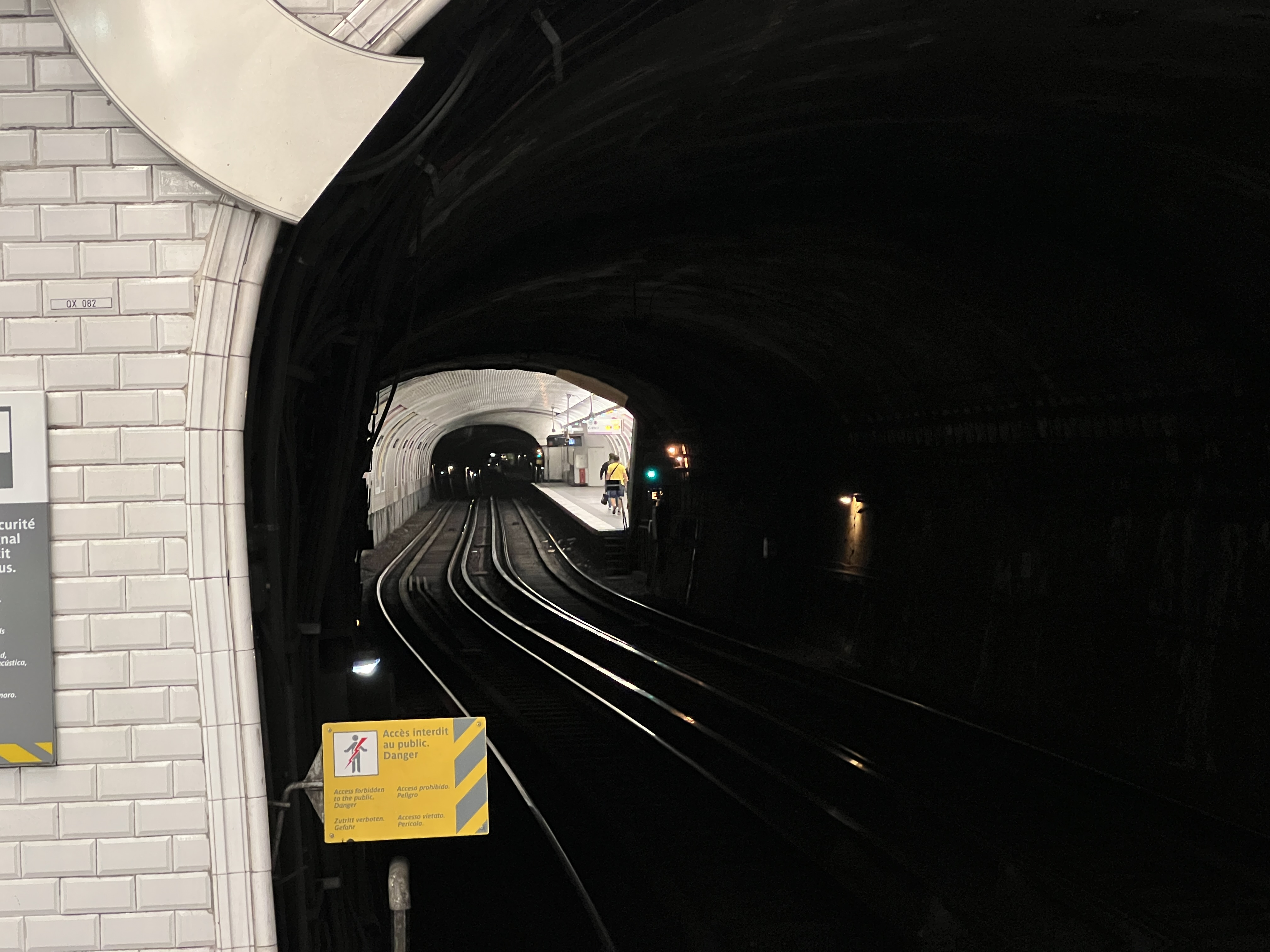
Les quais décalés de la station.
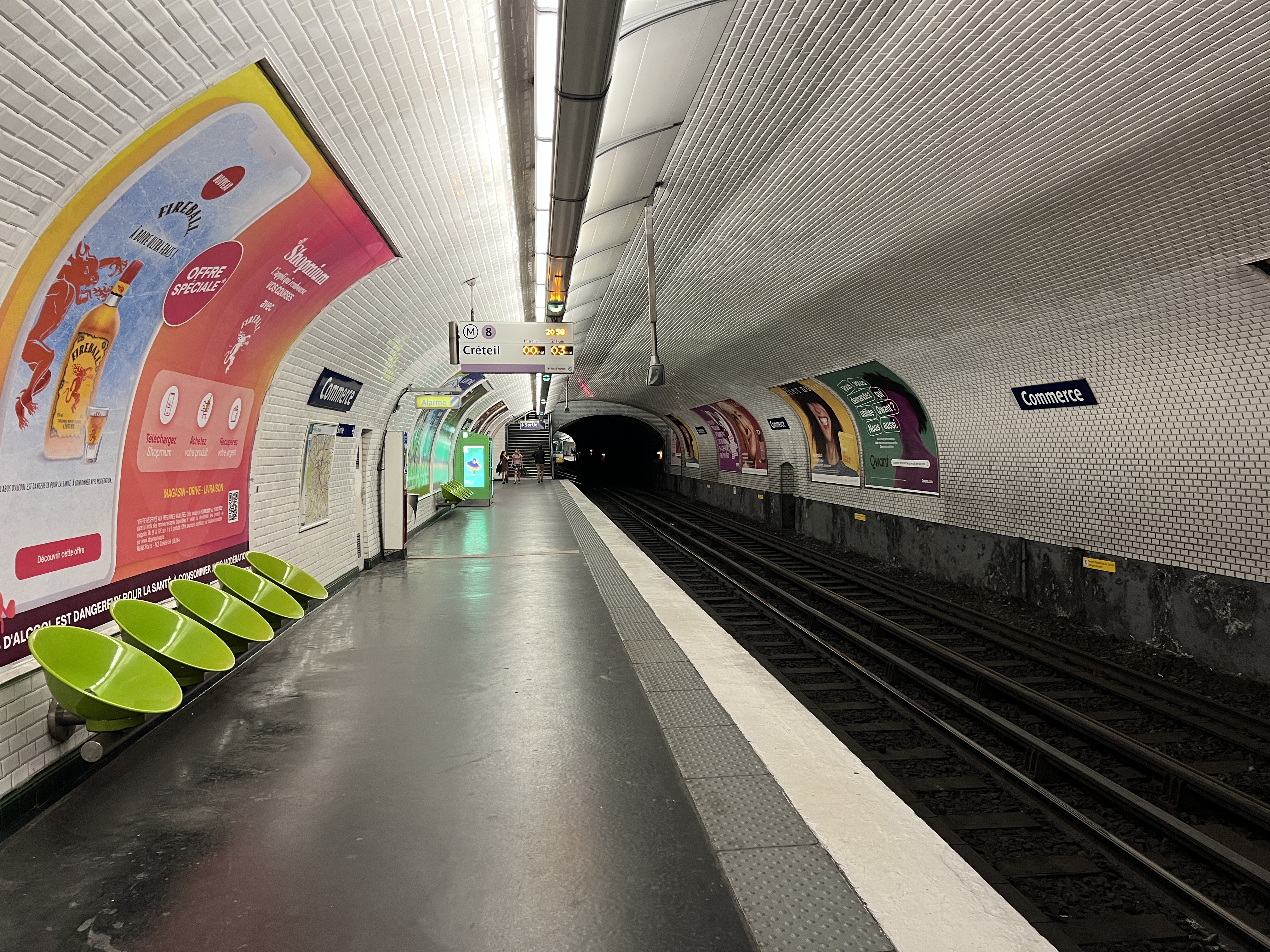
La demi-station nord, desservie en direction de Pointe du Lac.
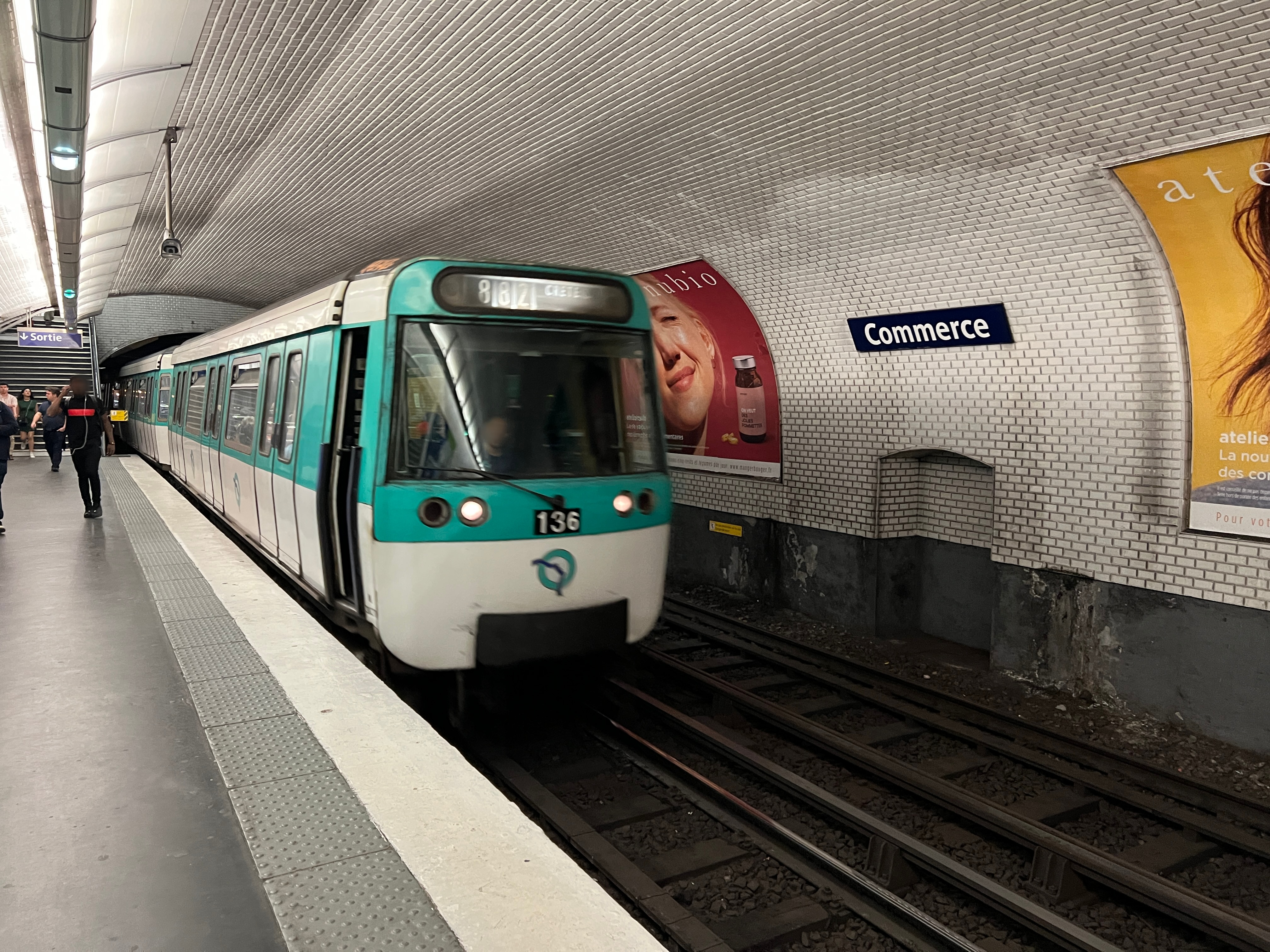
Entrée d'une rame MF 77 pour Pointe du Lac.
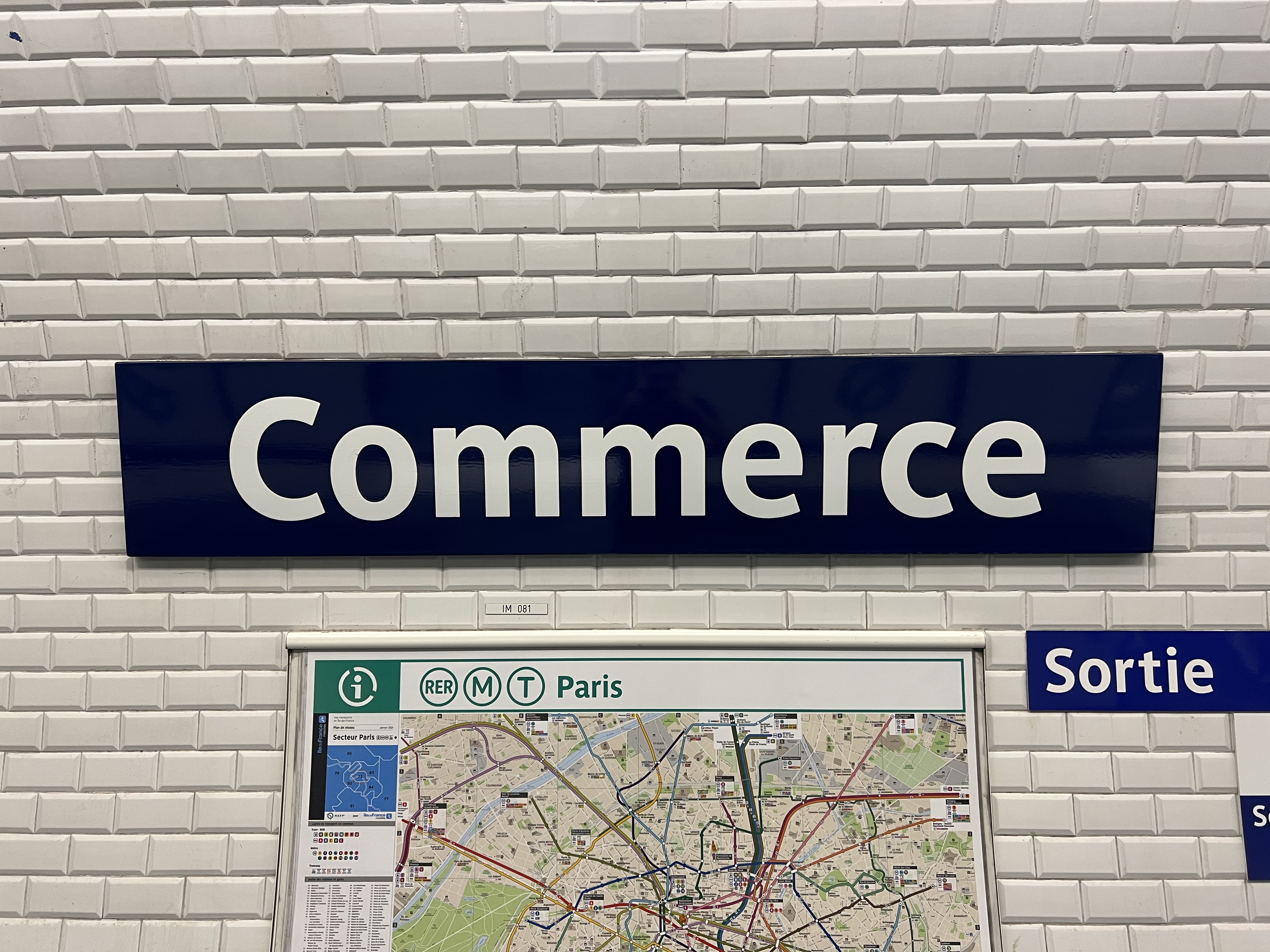
Plaque émaillée indiquant le nom de la station.

### Intermodalité
La station est desservie par les lignes 70 et 88 du réseau de bus RATP à l'arrêt Félix Faure, lequel est également en correspondance avec la station voisine Félix Faure sur la même ligne de métro.

## À proximité
- Square Yvette-Chauviré (anciennement square de la Place-du-Commerce)
- Section sud de la rue du Commerce (rue commerçante ayant, grâce à ses bâtiments relativement bas, conservé une allure de village)
- Église Saint-Jean-Baptiste de Grenelle
- Lycée Camille-Sée
- Square Saint-Lambert